# Lycosa aragogi
Lycosa aragogi (лат.) — вид пауков из семейства пауков-волков (Lycosidae). Эндемик Ирана. Назван в честь Арагога, огромного паука-монстра из серии книг о «Гарри Поттере».

## Распространение
Иран, юго-восточная провинция Керман, на высоте до 2300 м.

## Описание
Крупный представитель своего семейства. Длина тела составляет более 2,6 см; головогрудь длиной около 1 см и шириной 7,5 мм. Основная окраска серая или чёрная со светлыми отметинами; стернум и лабиум коричневые, брюшко жёлтое с белыми и чёрными щетинками. Хелицеры и пальпы коричневые с чёрными щетинками. Базальный сегмент хелицер с 3 промаргинальными и 3 ретромаргинальными зубцами. Длина бёдер задней ноги 8,6 мм, а передней — 7,4 мм. Отличается от других видов рода двумя хорошо развитыми передними эпигинными карманами и глубоким разрезом между ними.
Обитают в норках в горной местности с ксерофитной растительностью, состоящей, в основном из видов рода Астрагал (Astragalus).
Вид был впервые описан в 2017 году арахнологами Антоном Надольным (Севастополь, Институт морских биологических исследований имени А. О. Ковалевского РАН) и Алирезой Замани (Тегеранский университет, Тегеран, Иран) по единственному экземпляру (самке).
L. aragogi назван в честь фэнтезийного Арагога, огромного паука-монстра из киноверсии «Гарри Поттер и тайная комната».